# チェルケジシヴィリ
チェルケジシヴィリ（グルジア語: ჩერქეზიშვილი、グルジア語ラテン翻字: Cherkezishvili）は、ジョージアの貴族。大カバルダの族長チェルケシアの血筋を引き、文字通り「チェルケシア人の子/子孫」を意味する。彼らは17世紀にカヘティ（ジョージア東部）に定住し、封建領主の上級貴族階級タヴァディ（公）となった。ロシア統治下の時代では、1829年と1850年にクニャージの「チェルケゾフ」（ロシア語: Черкезовы）として認められた。

## 歴史
イオアネ公といった伝統的な家系図の記述によると、チェルケジシヴィリはタマル女王の治世 (1184–1213) にジョージアへ辿り着いたチェルケシアの族長の血筋を起源とする。事実、この家の祖先であるカバルドの貴族アレジュコは、ジョージアではアラダグとして知られ、17世紀頃にはジョージア東部のカヘティ王国に定住していた。その後アラダグやその後継者たちがキリスト教を採用したことにより、貴族階級であるサタヴァドと、カヘティ王が有するいくつかの村を授与された。与えられた村は、マナヴィ、トフリアウリ、カカベティ、カチレティなどであった。サタヴァドの一族の所有物は、総称してサチェルケゾ (საჩერქეზო) として知られていた。